# Where do you want to go today?

"Where do you want to go today?" (오늘은 어디로 가고 싶으십니까?) 캠페인 로고

"Where do you want to go today?" (오늘은 어디로 가고 싶으십니까?)는 마이크로소프트사의 첫 글로벌 이미지 광고 캠페인에서 사용된 슬로건이었다. 방송, 인쇄물, 옥외 광고의 형태로 진행되었던 이 캠페인은 나이키사의 광고로 잘 알려진 광고 대행사였던 Wieden+Kennedy를 통해 1994년 11월에 시작되었다.
뉴욕 타임스가 "신비감없는 기술에 대한 매력적이고 인간적인 접근"이라고 표현했던 이 캠페인은 1995년 7월까지 총 100만 달러가 소요되었고, 그중 2500만 달러가 1994년 12월말경의 연휴 쇼핑 시즌중에 사용되었다.
Tony Kaye 감독에 의해 홍콩, 프라하, 뉴욕에서 촬영되었던 이 텔레비전 광고 시리즈는 다양한 분야의 사람들이 자신의 PC를 사용하는 모습을 보여줬다. 이 텔레비전 광고는 호주에서 11월 13일에 맨 처음 내보내졌고, 다음날 미국과 캐나다, 그리고 연 이은 다음날엔 영국, 프랑스, 독일에서 방송되었다. 8장으로 구성된 한 인쇄 광고물에선 개인용 컴퓨터를 "모든 사람들을 위한 열린 기회로서" "정보의 흐름을 촉진시켜주기 때문에 훌륭한 아이디어가 어디로부터 오든지 공유될 수 있다"고 표현하기도 했다. 이 인쇄 광고는 매스미디어 잡지인 내셔널 지오그래픽, 뉴스위크, 피플, 롤링 스톤즈, 스포츠 일러스트레이티드지에 실리기도 했다.